# Aufführungspraxis
Aufführungspraxis bezeichnet das durch Schrift, Lehre und Klang vermittelte Erfahrungswissen von der Handhabung konkreter Umstände bei der Aufführung von Musik oder anderen Werken der darstellenden Kunst wie Theater und Tanz.
Es handelt sich in der Musik um das Wissen um Besetzungsstärken, Klangkörper-Aufstellungen, die Wahl geeigneter Räume, stilgerechte Instrumente, Spielweisen und besonders eine stilgerechte musikalische Interpretation, also Fragen der geeigneten Tempi, Dynamik und Artikulation. Somit ist der Begriff nicht auf bestimmte Musikstile und auch nicht auf vergangene Epochen beschränkt.
Aufführungspraktische Fragen sind Gegenstand der Hochschulausbildung u. a. von Dirigenten und Komponisten.
Mit der Aufführung von Alter Musik beschäftigt sich die Historische Aufführungspraxis.